# Macelak
Der Macelak ist ein Berg in den polnischen Mittleren Pieninen, einem Gebirgszug der Pieninen, mit 857 Metern Höhe. Er ist der zweithöchste Berg der Czorsztyner Pieninen. Der Gipfel liegt ungefähr 400 Meter über dem Tal des Dunajec.

## Lage und Umgebung
Der Macelak liegt im Hauptkamm der Pieninen. Südöstlich des Gipfels liegt der Dunajec-Durchbruch, nördlich liegt das Tal der Krośnica. 

## Tourismus
Der Gipfel ist von allen umliegenden Ortschaften leicht auf markierten Wanderwegen erreichbar. Er liegt im Pieninen-Nationalpark.

### Routen zum Gipfel
Markierte Routen zum Gipfel führen von Szczawnica und Czorsztyn:
- ▬ der blau markierte Kammweg von Czorsztyn über die Czorsztyner Pieninen auf den Gipfel und weiter auf den Bergpass Przełęcz Szopka sowie den Gipfel der Trzy Korony in die Pieninki und hinab zum Fluss Dunajec zur Überfahrt Nowy Przewóz nach Szczawnica.